# Міколайки-Поморські (гміна)
Гміна Міколайкі-Поморське (пол. Gmina Mikołajki Pomorskie) — сільська гміна у північній Польщі. Належить до Штумського повіту Поморського воєводства.
Станом на 31 грудня 2011 у гміні проживало 3770 осіб.

## Територія
Згідно з даними за 2007 рік площа гміни становила 91.75 км², у тому числі:
- орні землі: 77.00%
- ліси: 13.00%

Таким чином, площа гміни становить 12.55% площі повіту.

## Населення
Станом на 31 грудня 2011:
| Опис     | Загалом | Загалом | Чоловіки | Чоловіки | Жінки | Жінки |
| -------- | ------- | ------- | -------- | -------- | ----- | ----- |
| одиниця  | осіб    | %       | осіб     | %        | осіб  | %     |
| все      | 3770    | 100     | 1920     | 50.93    | 1850  | 49.07 |
| міське   | 0       | 100     | 0        |          | 0     |       |
| сільське | 3770    | 100     | 1920     | 50.93    | 1850  | 49.07 |

## Сусідні гміни
Гміна Міколайкі-Поморське межує з такими гмінами: Дзежґонь, Прабути, Риєво, Старий Дзежґонь, Старий Тарґ, Штум.